# София Сидорова
София Петровна Сидорова (на руски: Софья Петровна Сидорова) е съветска политичка, председателка на Президиума на Върховния съвет на Якутската автономна съветска социалистическа република (1938 – 1947).

## Биография
Родена е на 7 август 1904 г. в град Якутск, Руска империя. През 1928 г. завършва Комунистическия университет на трудещите се на Изтока „Йосиф Сталин“, а през 1938 г. – висшите курсове за съветско строителство към Централния изпълнителен комитет на СССР.
От 1923 до 1924 г. е инструктор на женския отдел на Якутския окръжен комитет на Руската комунистическа партия (болшевики). От 1928 до 1929 г. е началник на отдела за работа сред жените и селяните на Якутския регионален комитет на Всесъюзната комунистическа партия (болшевики). От 1929 до 1931 г. е началник на отдела за култура и пропаганда на окръжния комитет на Булун на Всесъюзната комунистическа партия на болшевиките.
През 1930 г. тя става член на Всесъюзната комунистическа партия (болшевики). От 1931 до 1932 г. е председател на Комисията по труда и живота на жените към Централния изпълнителен комитет на Якутската автономна съветска социалистическа република. От 1932 до 1934 г. е секретар на Якутския регионален съвет на профсъюзите. От 1934 до 1937 г. е заместник-началник на организационния отдел на Централния изпълнителен комитет на Якутската автономна съветска социалистическа република. От 1937 до 1938 г. е заместник-председател на Централния изпълнителен комитет на Якутската автономна съветска социалистическа република. От февруари до април 1938 г. е постоянен представител на Якутска АССР в Президиума на Всеруския централен изпълнителен комитет. От 1938 до 1947 г. е председател на Президиума на Върховния съвет на Якутската автономна съветска социалистическа република.
Била е депутат във Върховния съвет на СССР и в два състава на Якутската автономна съветска социалистическа република.
С указ на първия президент на Република Саха (Якутия) от 8 август 2001 г. (№ 1461) е учреден почетен знак, който носи името София Сидорова. Той се присъжда на жени за активна обществена дейност и лично участие в социално-икономическия развитие на републиката.